# Nikołaj Angarski
Nikołaj Siemionowicz Angarski (Klostow) (ros. Никола́й Семёнович Анга́рский (Клёстов), ur. 1873 w Smoleńsku, zm. 27 lipca 1941 w Kommunarce) – rosyjski rewolucjonista, bolszewik, radziecki krytyk literacki.

## Życiorys
Miał wykształcenie niepełne średnie. W 1902 wstąpił do SDPRR, za działalność rewolucyjną był kilkakrotnie aresztowany, został zesłany. Po rewolucji lutowej pracował w Moskiewskim Miejskim Komitecie SDPRR(b) i został członkiem Komitetu Wykonawczego Rady Moskiewskiej i kierownikiem wydziału prasy tego komitetu, uczestniczył w rewolucji październikowej w Moskwie jako członek Komitetu Wojskowo-Rewolucyjnego rejonu chamowniczeskiego Moskwy. Później pracował w Radzie Moskiewskiej, 1919-1922 był redaktorem pisma "Tworczestwo", 1922-1924 redagował zbiory literackie "Niedra", a 1924-1932 kierował wydawnictwem "Niedra". Od października 1929 do 1931 był przedstawicielem handlowym ZSRR na Litwie, 1932-1935 przedstawicielem handlowym ZSRR w Grecji. Następnie był przewodniczącym Wszechzwiązkowego Zjednoczenia "Mieżdunarodnaja Kniga", potem do maja 1940 starszym pracownikiem naukowym Instytutu Marksa-Engelsa-Lenina przy KC WKP(b). Był autorem książek "Legalny Marksizm" i "Powstanie październikowe w Moskwie". 12 maja 1940 został aresztowany, 6 lipca 1941 skazany na śmierć przez Wojskowe Kolegium Sądu Najwyższego ZSRR pod zarzutem bycia agentem Ochrany, agentem niemieckiego wywiadu i uczestnikiem kontrrewolucyjnej organizacji i 27 lipca 1941 rozstrzelany. 12 grudnia 1956 został pośmiertnie zrehabilitowany.